# Jinjin & Rocky
Jinjin & Rocky (кор. 진진&라키) був другим офіційним підрозділом південнокорейського бой-бенду Astro. Дует був створений Fantagio у 2022 році і складався з двох учасників: Джінджіна та Рокі. Їхній дебютний мініальбом Restore вийшов 17 січня 2022 року.

## Кар'єра

### До дебюту
27 грудня 2021 року компанія Fantagio опублікувала несподіваний тизер із анонсом, що Джінджін і Роккі створять дует і випустять свій мініальбом Restore наступного місяця. Було заявлено, що назва мініальбому означає «відновлення», і пов'язана з прагненням дуету власним способом вилікувати ситуацію з COVID-19. В той самий час і Джінджін, і Рокі продовжували свою діяльність з гуртом Astro.

### 2022—2023: Дебют ізRestoreі розформування
17 січня Jinjin & Rocky офіційно дебютували з мініальбомом Restore та його головним синглом «Just Breath» (숨좀쉬자). Мініальбом містить п'ять пісень різних жанрів — дві пісні Джінджіна та Рокі, дві сольні пісні Рокі та одну пісню Джінджіна з запрошеною виконавицею Чхве Йо Джун з гурту Weki Meki. Джінджін і Роккі брали активну участь у створенні всіх пісень.
28 лютого 2023 року Рокі не продовжив контракт і, таким чином, залишив Fantagio та Astro, тим самим припинивши роботу дуету.

## Дискографія

### Мініальбом
| Назва   | Деталі альбому                                                                        | Пікові позиції у чартах | Пікові позиції у чартах | Продажі                                  |
| Назва   | Деталі альбому                                                                        | KOR                     | JPN                     | Продажі                                  |
| ------- | ------------------------------------------------------------------------------------- | ----------------------- | ----------------------- | ---------------------------------------- |
| Restore | - Реліз: 17 січня 2022 - Лейбл: Fantagio - Формат: CD, цифрове завантаження, стриминг | 7                       | 12                      | - Південна Корея: 72,015 - Японія: 6,883 |

### Сингли
| Назва                      | Рік  | Пікові позиції у чартах | Альбом  |
| Назва                      | Рік  | KOR                     | Альбом  |
| -------------------------- | ---- | ----------------------- | ------- |
| «Just Breath» (숨 좀 쉬자) | 2022 | 77                      | Restore |

## Виноски
1. 1 2  Although the word "breathe" is sung in the song, the song's official English title is written as "Just Breath".